# Comté de McCulloch
Pour les articles homonymes, voir McCulloch.
Le comté de McCulloch, en anglais : McCulloch County, est un comté situé sur le plateau d'Edwards dans le centre de l'État du Texas aux États-Unis. Fondé le 27 août 1856, son siège de comté est la ville de Brady. Selon le recensement des États-Unis de 2020, sa population est de 7 630 habitants. Le comté a une superficie de 2 781 km2, dont 2 759,8 km2 de surfaces terrestres. Il est baptisé à la mémoire de Benjamin McCulloch, militaire durant la guerre de Sécession.

## Organisation du comté
Le comté est fondé le 27 août 1856, à partir des terres du comté de Bexar. Rattaché au départ au comté de San Saba, à des fins judiciaires, il est définitivement organisé et rendu autonome, le 17 février 1860.
Le comté est baptisé en référence à Benjamin McCulloch, Texas Ranger, marshal  et général de l'Armée des États confédérés durant la guerre de Sécession,

## Géographie - Climat
Le comté de McCulloch est situé sur le plateau d'Edwards dans le centre du Texas, aux États-Unis,. Il est traversé d'est en ouest par les monts Brady.
Il a une superficie totale de 2 781 km2, composée de 2 759,8 km2 de terres et de 20,2 km2 de zones aquatiques. 
Le comté a une altitude comprise entre 411 m et 610 m. La région a un climat subtropical assez sec avec des températures moyennes comprises entre 21 °C et 35,5 °C en juillet et entre −0,5 °C et 15 °C en janvier. Les précipitations annuelles moyennes sont de 635 mm.

## Comtés adjacents
|                 | Comté de Coleman   | Comté de Brown    |
| Comté de Concho | comté de McCulloch | Comté de San Saba |
| Comté de Menard | Comté de Mason     |                   |

## Démographie
Lors du recensement de 2010, le comté comptait une population de 8 283 habitants. Elle est estimée, en 2017, à 7 957 habitants,.

Pyramide des âges du comté de McCulloch (2000).